# Josef Lederer (Textilunternehmer)
Josef Lederer (* 9. Juli 1852 in Nieder Radechau, Königgrätzer Kreis; † 17. Juli 1937 in Marienbad, Tschechoslowakei) war von 1880 bis 1918 ein Textilunternehmer in der Österreichisch-Ungarischen Monarchie und danach bis 1937 in der Tschechoslowakei. Für seine jahrzehntelangen Verdienste um die Kommune Náchod wurde er zu deren Ehrenbürger ernannt. Zudem war er Vorstand der Jüdischen Gemeinde Náchod.

## Leben
Josef Lederer, ein Sohn des Ezechiel Lederer, war Textilmeister. In Pulice (Pulitz) bei Dobruška (Gutenfeld) erbaute er 1872 eine kleine Weberei, die er selbst leitete. Eine weitere Weberei begründete er 1880 in Náchod, in der Leinen- und Baumwollstoffe hergestellt wurden und die als „Lederer & Stransky“ firmierte. 1888 wurde sie in die ehemalige große Mühle in der Vorstadt Krajské předměstí verlegt und als mechanische Weberei mit 60 dampfbetriebenen Webstühlen ausgestattet. Nachdem Josefs Sohn Richard in die Firma aufgenommen wurde, firmierte sie als „Josef Lederer & Sohn“ (Josef Lederer a syn). Nach 1918 befand sich der Firmensitz in der Straße Kramská třida 29.
Josef Lederer war zudem Vorsitzender der örtlichen Vereinigung der Textilhandwerker und über 40 Jahre Mitglied der kommunalen Vertretung. Im Náchoder Stadtrat unterstand ihm zusammen mit den Brüdern Josef Bartoň-Dobenín und Cyril Bartoň-Dobenín die Finanzabteilung. Jahrzehntelang war er Mitglied im Finanzausschuss der Städtischen Sparkasse (spořitelna). Außerdem war er Gründungsmitglied des TJ Sokol Náchod, der Freiwilligen Feuerwehr sowie Vizepräsident der Masaryk-Liga gegen Tuberkulose.
Aus Anlass seines 80. Geburtstags wurde er von der Stadt Náchod zu ihrem Ehrenbürger ernannt. Im Alter von 85 Jahren starb er während eines Kuraufenthaltes in Marienbad. Die Beisetzung auf dem jüdischen Friedhof in Náchod erfolgte durch den Prager Rabbiner Gustav Sicher. Für die Jüdische Gemeinde Nachod verabschiedete sich der Vorsitzende Richard Lewith.

## Familie
Josef Lederer war mit Eugenie / Evženie (* 22. April 1856; † 5. April 1937 in Náchod) verheiratet, Tochter des Lazar Winternitz. Der Ehe entstammten die Kinder:
1. Richard Lederer (* 20. Februar 1879; † 1944 im KZ Auschwitz-Birkenau). Ab 1937 Alleineigentümer der Textilfabrik Lederer; war verheiratet mit Irma, geborene Klingerová (* 5. Dezember 1891 in Kouřim, † 1944 im KZ Auschwitz-Birkenau), Tochter des Karl Klinger und der Maria Lustigová aus Pečky
  1. Lederer Jan (Honsa) (* 31. März 1913 in Náchod; † 1943 oder 1944 im KZ Auschwitz-Birkenau), 1924–1928 Schüler am Gymnasium Náchod.
  2. Lederer Marianna (Mimka) (25. Oktober 1916 in Náchod; † 1943 oder 1944 im KZ Auschwitz-Birkenau), ab 1927 Schülerin am Gymnasium in Náchod.
2. Otto Lederer (* 22. Februar 1880)
3. Georg / Jiří Lederer (* 1883)
4. Irena Lederer (* 1886)